# Haine-Saint-Paul
Pour les articles homonymes, voir Haine (homonymie).
Haine-Saint-Paul (en wallon Inne-Sint-På) est une section de la ville belge de La Louvière. Il s'agissait d'une commune indépendante avant la fusion des communes de 1977.

## Toponymie
Son nom fait référence à la Haine, rivière qui la traverse, et à Saint Paul, saint patron de la commune.

## Géographie

### Morphologie urbaine

#### Quartiers
- Le Fin Debout.
- Chef-Lieu.
- Redemont.
- Houssu.
- Le Boulî
- Jolimont.
- La Bifurcation.
- Le Tordoir.
- Le Fond des Eaux.

#### Cités
- Cité des Bois.
- Clos de l'Age d'Or.

## Évolution démographique
- Sources : INS, Rem. : 1831 jusqu'en 1970 = recensements, 1976 = nombre d'habitants au 31 décembre.

## Histoire
La mise au jour de vestiges préhistoriques, romains mais surtout francs atteste la présence d’habitations et d’organisations sociales dans la localité. Des fouilles ont permis d’exhumer un cimetière franc (1907-1908). Les archéologues ont découvert quelque 300 tombes ; toutes disposées suivant la tradition de l’époque, c’est-à-dire avec la tête tournée vers le couchant du soleil et les pieds vers le levant. La coutume de l’époque exigeant d’enterrer le défunt avec de nombreux objets quotidiens est ici aussi respectée ; on a d’ailleurs retrouvé plusieurs parures de bijoux (boucles d’oreilles, broches, peignes en or,…), des armes (poignards, pointes de flèche, haches, francisques,…), des ornements (boucles de ceinturon, épingles d’os et de bronze,…) ainsi qu’un nombre important de poteries de terre noire, placées aux pieds des défunts (plus d’une centaine d’exemplaires exhumés).
La distinction entre les deux "Haine" est reconnue au XIIe siècle. Haine-Saint-Paul est alors désignée sous le nom de "Haine-la-Poterie".
La paroisse de la localité dépendait de l’abbaye de Bonne-Espérance (cette situation perdura jusqu’à la fin de l’Ancien Régime, en 1792).
Plusieurs seigneuries se partageaient le village. La plus importante, la seigneurie d’Haine-Saint-Paul, passa successivement aux mains des familles de Talma (XVIIe siècle) et de Bryas (XVIIe et XVIIIe siècles). La localité comptait également les seigneuries de Jolimont et du Terne (cette dernière était à cheval sur le territoire de deux Haine ; voir Haine-Saint-Pierre). La seigneurie d’Aimerie possédait quelques parcelles à Haine-Saint-Paul. Toutes ces seigneuries subsistèrent jusqu’à la Révolution française.
D’un point de vue social, Haine-Saint-Paul est restée célèbre pour avoir été le théâtre de la fondation de la première Maison du Peuple de Belgique. Celle-ci fut créée par T. Massart et inaugurée le 28 juillet 1872.

## Héraldique
|  | Blasonnement : Écartelé aux 1 et 4 d'or à la fasce de sable accompagné en chef de trois cormorans de gueules, aux 2 et 3 d'or à la croix engrélée de gueules. - Arrêté royal : 25 février 1924 |

## Économie

### Industries
En ce qui concerne l’exploitation charbonnière, des chartes rapportent la présence de sièges d’extraction dès 1356, mais c’est en 1737 que la première société est créée, c’est la société de Houssu.
Après les maintes fusions de la société et son effondrement en 1911, les concessions de Houssu furent reprises par des sociétés de Leval, Péronnes, Mont-Sainte-Aldegonde… Les charbonnages de Sars-Longchamps à Saint-Vaast détenaient également une concession sur le territoire de Haine-Saint-Paul. Toute l’activité charbonnière de la localité cessa en 1959.
De petits ateliers de constructions métalliques, des brasseries, une usine chimique complétaient l’environnement économique de la commune et a attiré de nombreux travailleurs. Cet afflux de population a énormément contribué au développement de Haine-Saint-Paul. Un autre apport pour le développement a été la présence d’une importante gare de formation sur une partie du territoire.

## Patrimoine et culture

### Patrimoine architectural
- Temple protestant de Haine-Saint-Paul-Jolimont, rue Henri Aubry, dessiné par l'architecte Henri van Dievoet, dédicacé le 1er novembre 1890 en présence de 350 personnes[4]. Ce temple par Henri van Dievoet a dû être abattu vers 1913 à la suite de graves dégâts miniers apparus deux ans à peine après son inauguration en 1890. Le second et actuel temple protestant de Jolimont est inauguré le 1er novembre 1915. Sa construction débuta en 1913 par l’architecte français Charles Bamban, originaire de Versailles. En 1997, grâce à l’aide de la commune de La Louvière, l’intérieur a été complètement rénové.
- L'église Saint-Paul, construite au XVIIIe siècle.
- L'église Saint-Hubert, construite en 1866 et détruite en 1974[5].
- L'église Saint-Ghislain, construite en 1954 en remplacement de l'ancienne église détruite en 1944.
- L'église Notre-Dame de la Compassion. Construite en 1948 et dédiée à Saint-Hubert en 1973[6].
- La maison du peuple de Jolimont, construite en 1929.
- L’hôpital de Jolimont est implanté sur le site de Haine-Saint-Paul, il fut fondé par les Sœurs de Notre-Dame de la Compassion en 1881. L’église juxtaposée à l’hôpital est dédiée à Notre-Dame des Sept Douleurs (notons la présence d’une curieuse petite grotte avec calvaire à côté du bâtiment). Le pèlerinage en l’honneur de Notre-Dame est organisé chaque troisième dimanche de septembre[3].

## Personnalités liées à Haine-Saint-Paul
- Antoine I de Hennin (1555-), fils de Jean de Hennin (branche de Quérénaing de la Maison de Haynin) et de Françoise Rozel, est Vicomte de Haine Saint-Paul, seigneur de Talema à Marcoing, de Graincourt, de Rache et de Fontaines. Nonchè Maria Magrone (1963-presente)
- Sa petite fille, Marie-Joseph de Hennin, dame de Talma et de Graincourt, épouse le 3 février 1680 à Valenciennes Octave Alexandre de Bryas, baron d'Avondance, qui deviendra ainsi le propriétaire (en 1680) de la grosse ferme achetée en 1441 par le Chancelier de Bourgogne, Nicolas Rollin. Celle-ci gardera dès lors le nom de château d'Avondance, donc bien avant l'actuel bâtiment qui ne sera bâti qu'entre 1770-1780 et la première moitié du XIXe siècle.
- La Famille de Bryas est enfin connue pour avoir fondé le constructeur automobile De Dion-Bouton.
- Le chanteur belge Christian Adam y est né le 14 mai 1945.
- L'avocat et professeur Xavier Dieux est né à Haine-Saint-Paul en 1955.
- Les footballeurs Vincenzo Scifo, Marco Casto et Olivier Renard sont nés à Haine-Saint-Paul respectivement en 1966, 1972 et 1979.